# 聖貝納迪諾 (蘇奇特佩克斯省)
聖貝納迪諾（西班牙語：San Bernardino），是危地馬拉的城鎮，位於該國西南部，由蘇奇特佩克斯省負責管轄，面積32平方公里，海拔高度383米，2002年人口10,683，人口密度每平方公里333.84人。
14°32′N 91°27′W / 14.533°N 91.450°W